# M/B Lara
M/B Lara je putnički brod izgrađen u Rusiji 1988. godine. Godine 1991. dolazi pod upravu Jadrolinije. Plovi na liniji 505 Šibenik – Zlarin – Prvić Luka – Prvić Šepurine – Vodice.